# Dragmacidon grayi
Dragmacidon grayi är en svampdjursart som först beskrevs av Wells, Wells och Gray. 1960.  Dragmacidon grayi ingår i släktet Dragmacidon och familjen Axinellidae.
Artens utbredningsområde är North Carolina. Inga underarter finns listade i Catalogue of Life.